# Андреічев Олег Анатолійович
Олег Анатолійович Андреічев (нар. 30 червня 1953) — український політик.

## Освіта
Закінчив Київський політехнічний інститут, інженер-гідроакустик. 
Кандидат економічних наук.

## Діяльність
Член СДПУ(О) (з 1998), голова ради директорів корпорації «ІСА» (м. Київ).
Народний депутат України 3-го скликання 02.2000-04.2002 від СДПУ(О), № 19 в списку. Член Політради СДПУ(О) (12.1998-03.2003). На час виборів: член СДПУ(О), генеральний директор спільного українсько-російського підприємства «ІСА» (м. Київ) (з 1992 р.). 
Член фракції СДПУ(О) (з 02.2000), член Комітету з питань свободи слова та інформації.
Працював в СКБ. 

## Інше
Майстер спорту з вітрильного спорту.